# Janvier 1998

## Événements
- Carlos Sainz remporte le Rallye automobile Monte-Carlo sur une Toyota Corolla WRC.

### Jeudi1erjanvier
- Russie : adoption d'un « nouveau rouble » valant 100 anciens.

### Dimanche4 janvier
- Canada/États-Unis : début de ce que l'on a appelé le verglas massif de janvier 1998 dans le Nord-Est de l'Amérique du Nord, une période de cinq jours consécutifs au cours de laquelle une série de perturbations météorologiques avec des pluies verglaçantes cause d'importants dégâts dans l'Est du Canada, la Nouvelle-Angleterre et le Nord de l'État de New York.

### Lundi5 janvier
- États-Unis/Canada : début de l'épisode de Verglas massif de janvier 1998 dans le Nord-Est de l'Amérique du Nord touchant l'est du Canada et le nord-est des États-Unis durant 5 jours.
- Québec : début de l'épisode de Verglas massif de 1998 au Québec, les dommages durent 23 jours. Les dégâts sont concentrés en Montérégie, plus précisément vers Saint-Hyacinthe, Granby et Saint-Jean-sur-Richelieu.

### Mardi6 janvier
- 6 janvier au 10 janvier : le sud du Québec surtout, mais aussi une partie de l'Ontario et des États-Unis voisins reçoivent de 50 mm à 105 mm de verglas, causant le bris des lignes de transport d'électricité et privant de courant plus de quatre millions de personnes pendant des périodes allant jusqu'à plusieurs semaines selon la région.

### Mercredi7 janvier
- États-Unis : déposition de Monica Lewinsky mettant en difficulté Bill Clinton dans l'affaire Paula Jones.
- France, Belgique, Suisse : le film le plus cher de l'histoire du cinéma, Titanic (plus de 200 millions de dollars de budget) apparaît sur les écrans trois semaines après sa sortie américaine.

### Jeudi8 janvier
- Indonésie : effondrement de la roupie indonésienne.

### Lundi12 janvier
- Hong Kong : importante chute de la Bourse de Hong Kong.
- Europe : l'Union européenne dit non au clonage humain.

### Mardi13 janvier
- Irak : début d'une crise importante entre l'Irak et les États-Unis à propos des contrôles des sites stratégiques irakiens par les experts de l'ONU (14 janvier / 23 février 1998).

### Vendredi16 janvier
- France : Saint-Lys radio a cessé d'émettre le vendredi 16 janvier 1998 à 20h00. Saint-Lys radio permettait les liaisons radios avec les navires en mer, les aéronefs et les organisations intervenant sur une catastrophe internationale.

### Samedi17 janvier
- États-Unis : Bill Clinton nie, sous serment, avoir eu des relations sexuelles avec Monica Lewinsky.

### Mardi20 janvier
- République tchèque : réélection de Václav Havel à la présidence de la République.

### Mercredi21 janvier
- Cuba : visite « historique » de Jean-Paul II à La Havane, où il est reçu triomphalement par Fidel Castro (21-25 janvier).

### Dimanche25 janvier
- France : rebondissement dans l'affaire Elf, mettant en cause le président du Conseil constitutionnel Roland Dumas.

### Mercredi28 janvier
- France : inauguration du stade de France à Saint-Denis (Seine-Saint-Denis).

## Naissances
- 6 janvier : Luv Resval, rappeur français († 21 octobre 2022).
- 9 janvier : Kerris Dorsey, actrice américaine.
- 12 janvier : Nathan Gamble, acteur américain.
- 16 janvier : Manon Chevallier, actrice française.
- 18 janvier : Aitana Bonmatí, footballeuse espagnole.
- 23 janvier : XXXTentacion, de son vrai nom Jahseh Dwayne Onfroy, rappeur américain († 18 juin 2018).
- 25 janvier : Xisco Pires, footballeur andorran.
- 26 janvier : Moonbin, chanteur sud-coréen († 19 avril 2023).
- 28 janvier : Ariel Winter, actrice américaine.